# 中川州男

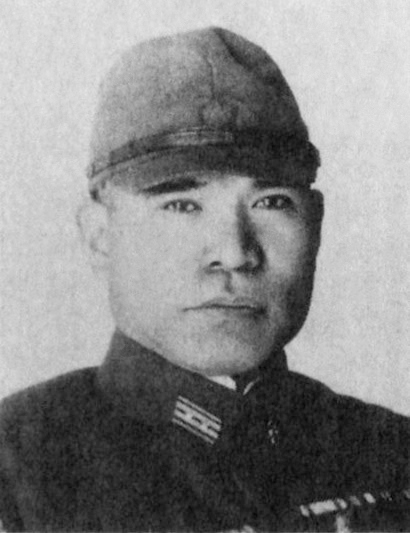
中川州男

中川州男（1898年1月23日—1944年11月24日）是貝里琉戰役期間駐守在貝里琉島的日军指挥官。在他的指挥下，日军对美海军陆战队造成严重伤亡，而且死守了将近三个月。1944年11月24日晚间，在败局已定之际，中川切腹自杀，后被追晋为中将。1993年，中川州男的遺骸被发现。 